# Тотен
Тотен — местность в провинции (фюльке) Оппланн в Норвегии, состоящая из коммун Вестре-Тутен (западный Тотен) - административный центр Рауфосс (12 723 жителей, площадь 249 км²) и Эстре-Тутен (восточный Тотен) - административный центр Лена (14 456 жителей,площадь 561 км²).

## Этимология
Название Тотен происходит от старого норвежского слова Þótn, означающего «то что мне нравится»

## География
Вместе с Ландом, Хаделандом и Йёвиком Тотен образует регион Вестоппланд.
Самая высокая точка:
- Восточного Тотена

Торсетеркампен (841 метров над уровнем моря).
- Западного Тотена

Лаувхогда (722 метра над уровнем моря).

### Города
Статистика на 2020 год

#### Западный Тотен
| Город     | Число жителей |
| --------- | ------------- |
| Рауфосс   | 7839          |
| Райнсволл | 1051          |
| Бёверьбрю | 752           |
| Айна      | 704           |

#### Восточный Тотен
| Город   | Число жителей |
| ------- | ------------- |
| Капп    | 2123          |
| Лена    | 1245          |
| Скрайя  | 922           |
| Колбю   | 648           |
| Нордлиа | 671           |
| Слетта  | 296           |

## История
Тотен был частью небольшого королевства в ранние времена викингов, и Халвдан Квитбейн был самым известным королём, правившим там.
Тотен долгое время был одним из крупнейших сельскохозяйственных регионов Норвегии. В начале XIX века здесь производилось достаточно зерна, чтобы экспортировать его в долины Валдрес и Гудсбрандаль, а также в Осло.  С 1816 года, когда правила, регулирующие дистилляцию, были смягчены, большинство ферм производили собственный бренди, первоначально из злаков, которые были быстро заменены картофелем.  Ужесточение правил в 1845 г. привело к строительству промышленных спиртзаводов для продажи продукции картофеля.
Фермерам, особенно в Восточном Тотене, не хватало пастбищ, и они отправляли свой скот на лето пастись в Валдрес и Ланд.  С 1850 г. значительно улучшилось сообщение с остальной частью страны и заграницей, были отменены таможенные пошлины на зерно.
Зерновые фермы Тотена сейчас не конкурентоспособны, и фермеры переходят на фураж и крупный рогатый скот.  Они нанимают швейцарских специалистов для рационализации и модернизации производства.  Первая молочная ферма открылась в Альме в коммуне Западный Тотен в 1868 году.
Тотен был избирательным округом в графстве Кристианс на парламентских выборах с 1906 по 1918 год, где применялась избирательная система с прямым мажоритарным голосованием в единоличных округах. Таким образом, Тотен избрал одного представителя и одного личного заместителя.
```
Избирательный округ Тотен состоял из округов:
```

- Бири, Эйна с 1909 года,
- Колбу с 1909 года,
- Снертингдал с 1912 года,

Вардал, Остре Тотен и Вестре Тотен с примерно 25 000 жителей и 12 000 имеющих право голоса после введения избирательного права женщин.

## Диалекты
Северо-восточный норвежский диалект Тотена принадлежит к горному языку, куда также входят такие диалекты, как Хаделанд, Ланд, Солёр, Одален.
Кроме того, диалект Тотен сохранил дательный падеж (einn hæst - hæst`n, hæstér - hæstá в именительном падеже, но hæstà - hæstóm в дательном падеже) и спряжение в прилагательном и совершенном причастии, которое встречается в нюнорске, но не в букмоле.
Для северо-восточных норвежских диалектов характерно то, что существительные женского рода могут оканчиваться на -u или -o, а существительные мужского рода на -a или -å. 
Инфинитивы оканчиваются на -e, -a и -å.

## Экономика
Основой экономики служит сельское хозяйство и алюминиевая промышленность..
Так Восточный Тотен традиционно был одним из крупнейших сельскохозяйственных районов Норвегии, а Западный Тотен, с центром в г. Рауфосс, — одним из крупнейших промышленных центров страны.
В Тотене сосредоточены большие лесные массивы, где расположены зоны отдыха и популярные места для охоты и рыбалки. В лесах обитают лоси и олени, а также мелкая дичь, например, кролики и домашние птицы. Есть много небольших озёр, в которых водятся такие рыбы, как гольц, окунь, щука и форель.